# Trasporto 91
Il Trasporto 91 è stato un convoglio della deportazione dall’Italia ai lager nazisti partito dal campo di transito di Bolzano-Gries il 5 ottobre 1944 con destinazione Ravensbrück dove arrivò l’11 ottobre 1944.

## Definizione
La definizione di Trasporto 91 deriva dal lavoro di ricostruzione della deportazione condotto da Italo Tibaldi, sopravvissuto del campo di concentramento di Mauthausen. Tibaldi ha attribuito un numero progressivo ai trasporti della deportazione dall’Italia a partire dal primo trasporto successivo all’annuncio fatto l’8 settembre 1943 dell’armistizio di Cassibile. I trasporti identificati da Tibaldi sono stati 123.
Il termine “trasporto” è una traduzione letterale dal tedesco di Transport come precisato nella prefazione del libro di Tibaldi: “questa stessa ricerca … invita a scoprire cosa si nasconda dietro questa parola … all’apparenza neutrale – come del resto molti dei termini tecnici usati dai nazisti per celare con cinici eufemismi la realtà dello sterminio – e densa di significati solo per chi ha vissuto in prima persona quella esperienza.“

## Trasporti dall’Italia a Ravensbrück
Il campo di Ravensbrück era prevalentemente femminile. Le deportate del trasporto 91 fanno parte degli 847 italiani (in maggioranza donne) per i quali Ravensbrück è stato il primo campo di arrivo secondo quanto ricostruito finora.
Oltre al lavoro di Tibaldi che riporta anche i nomi di 22 deportate del Trasporto 91 che risultavano superstiti al 1984, è stata pubblicata un’altra lista di nomi delle donne italiane deportate a Ravensbrück.
Il Trasporto 91 è stato quello con il numero più alto di deportate tra gli 8 arrivati a Ravensbrück dall’Italia. In ordine di tempo il primo era stato il Trasporto 57 partito da Torino il 27 giugno 1944 con 14 deportate. Il secondo era stato il Trasporto 70 partito da Verona il 2 agosto 1944. Ci furono poi i Trasporti 103, 105, 108 e 117 partiti da Trieste per Ravensbrück tra il novembre 1944 e il gennaio 1945. Il 14 dicembre 1944 era partito da Bolzano il Trasporto 112 arrivato a Ravensbrück il 20 dicembre 1944.

## Relazione con i trasporti maschili partiti da Bolzano
Il Trasporto 91 presenta una relazione di spazio e di tempo con due trasporti maschili. Il primo è il Trasporto 81, partito il 5 settembre 1944 da Bolzano e arrivato a Flossenbürg il 7 settembre 1944. L’altro è il Trasporto 90 partito con lo stesso convoglio da Bolzano il 5 ottobre 1944, ma separato a Innsbruck da quello femminile e arrivato al Campo di concentramento di Dachau il 9 ottobre 1944.
Le analogie fra i Trasporti 81, 90 e 91 riguardano sia la provenienza dei deportati (soprattutto carceri milanesi e liguri) sia gli obiettivi e le motivazioni della loro deportazione: il reperimento di forza lavoro per le fabbriche belliche naziste e il coinvolgimento nelle operazioni di salvataggio di cittadini ebrei, di ex prigionieri di guerra anglo-americani e di militari italiani sbandati dopo l’armistizio del settembre 1943. Inoltre molte delle deportate del Trasporto 91 erano state catturate come ostaggio di loro familiari più direttamente attivi nella Resistenza. Esistono infatti i casi di padri, mariti, fratelli o figli catturati a loro volta e inclusi nei Trasporti 81 e 90.

## Numero di deportate nel trasporto 91
La stima di Tibaldi di un totale di 110 deportate era abbastanza vicina alla realtà anche se basata su una sequenza non corretta dei numeri di matricola attribuiti in base alle testimonianze delle sopravvissute (compresi secondo i dati di Tibaldi tra il 77321 e il 77430). Il totale delle deportate arrivate da Bolzano e registrate l’11 ottobre 1944 deve essere corretto a 113. Infatti la sequenza di numeri consecutivi di matricola va dal 77314 al 77426 sulla base dei documenti conservati in copia presso l’International Tracing Service di Bad Arolsen. Gli elenchi ufficiali furono distrutti dalle autorità responsabili del campo di Ravensbrück prima della sua liberazione, ma esiste un importante documento conservato in originale presso l'Istituto della memoria nazionale e la sua commissione per il perseguimento dei crimini contro la nazione polacca. Purtroppo sono disponibili soltanto le ultime due delle tre pagine del documento originario, quelle che riportano i dati di 73 deportate, con il numero d’ordine progressivo 41-80 (matricole 77354-77393)  e 81-113 (matricole 77394-77426). La lista è compilata secondo un ordine alfabetico approssimativo, anche se sono presenti evidenti errori di trascrizione dei cognomi e spesso è indicato il cognome da sposata della deportata. Il contenuto della pagina mancante relativo ai numeri d’ordine 1-40 (matricole 77314-77353) si può comunque ricostruire in parte grazie alle testimonianze delle sopravvissute che ricordavano il numero di matricola proprio o di qualche compagna di deportazione. Si è potuto finora risalire alla identità di 23 delle 40 deportate della pagina mancante, di cui 15 per le quali è noto il rispettivo numero di matricola e altre 8 la cui presenza nel Trasporto 91 è attestata dalle testimonianze delle compagne di deportazione sopravvissute.

## Scopi del trasporto
Il trasporto fa parte della cosiddetta deportazione politica, diversa da quella razziale, rappresentando un esempio sia di repressione delle opposizioni al nazifascismo che un prelievo di manodopera per la produzione bellica nazista. La deportazione politica femminile è relativamente inferiore di numero rispetto a quella maschile perché non comprende i militari che non avevano aderito all’esercito della Repubblica Sociale Italiana o gli esponenti dei partiti nelle varie sedi provinciali del Comitato di Liberazione Nazionale. Si tratta di partigiane, staffette, fiancheggiatrici dei gruppi della Resistenza e donne prese in ostaggio per arrivare ai loro mariti, fratelli, figli, etc.
A tutte fu assegnato a Ravensbrück il triangolo rosso e tutte furono classificate come "Italienerin Politische" (politiche italiane) con almeno quattro eccezioni: due cittadine polacche, una cittadina jugoslava e una cittadina tedesca che si trovavano comunque nel campo di Bolzano.

## Composizione del trasporto
Un gruppo di deportate (almeno 15) era stato trasferito al campo di transito di Bolzano-Gries dal carcere di San Vittore di Milano il 17 agosto 1944, una settimana dopo la strage di Piazzale Loreto. Altri gruppi meno numerosi erano arrivati a Bolzano da San Vittore il 7 settembre 1944 e il 20 settembre 1944. Tali informazioni sono incluse nelle schede individuali riportate nel principale testo di riferimento sui deportati nel campo di Bolzano.
Altre deportate erano state invece arrestate in Liguria, Piemonte, Valle d'Aosta, Veneto, Emilia Romagna e non risulta siano passate per il carcere di San Vittore o comunque non vi erano state immatricolate.

## Permanenza nel campo principale di Ravensbrück o trasferimenti ulteriori
La selezione per i successivi trasferimenti in altri campi e sottocampi nazisti fu fatta dopo il periodo della cosiddetta quarantena trascorsa secondo le testimonianze delle sopravvissute nella baracca 17 nel campo principale di Ravensbrück. Durante la quarantena le deportate erano impiegate in lavori di nessuna utilità, come quello di spostare cumuli di sabbia da un punto all’altro del campo. Un gruppetto di nove italiane fu inviato ai primi di novembre 1944 in un campo vicino gestito dalla Siemens & Halske dove furono impiegate nella costruzione di manometri. Alcune furono impiegate nella fabbrica di aerei della Arado Flugzeugwerke a Wittenberg. Altre furono inviate al sotto campo di Hennigsdorf dove esisteva una fabbrica di apparecchiature elettroniche, altre ancora a oltre 300 km di distanza a Salzgitter nelle acciaierie supervisionate da Hermann Göring. Le deportate inabili al lavoro per l’età o per le condizioni di salute precarie rimasero nel campo principale o vi furono rimandate, Alcune furono destinate al sottocampo di Uckermark che era precedentemente un  “Jugendkonzentrationslager” cioè un campo di rieducazione per giovinette ma che nell’aprile del 1945 fu trasformato in campo di eliminazione dotato di camere a gas.
Con l’avanzare dell’Armata Rossa da Est e degli Anglo-Americani da Ovest iniziarono nella primavera del 1945 i trasferimenti e le marce di evacuazione verso altri campi senza che ciò sia documentato nei vari registri di entrata ormai non più aggiornati. Secondo le testimonianze delle sopravvissute, alcune deportate del Trasporto 91 furono trasferite ai primi di aprile 1945 a Neurohlau (attuale Nová Role) che era un sottocampo di Flossenbürg. Altre ancora finirono a Bergen Belsen ormai abbandonato dai nazisti in fuga.

## Varietà di provenienza geografica e di appartenenza politica e sociale
Alcune deportate sono qui ricordate per quanto avevano fatto prima della deportazione o abbiano avuto l’opportunità di fare dopo. Il particolare momento storico in cui le deportate del Trasporto 91 sono state arrestate (primavera-estate 1944) rende conto delle loro varie appartenenze politiche. Per alcune era già da subito evidente la loro adesione a una delle componenti resistenziali, altre erano simpatizzanti di qualche formazione semplicemente per questioni familiari, altre ancora, soprattutto le più giovani, non avevano ancora maturato un orientamento definito. Tuttavia le testimonianze delle sopravvissute sono concordi nel concludere che tutte possedevano già o maturarono comunque un comune ideale di opposizione al nazifascismo.

### La catena di salvezza in Veneto
La “catena della salvezza” è la locuzione utilizzata per definire le operazioni che attraverso una rete di collaborazioni avevano lo scopo di soccorrere dopo l’armistizio del settembre 1943 gli ex prigionieri di guerra alleati, gli ebrei, i militari sbandati. In particolare la locuzione è stata attribuita al gruppo coordinato dal CLN di Padova guidato dai professori universitari Concetto Marchesi, comunista, e Ezio Franceschini, cattolico, dalle iniziali dei quali aveva preso il nome di "gruppo FRAMA".
Si stima che decine di migliaia prigionieri alleati fossero ospitati nei campi di prigionia e di lavoro dai quali si allontanarono con la confusione dell’armistizio. Il fenomeno non è stato finora studiato a fondo anche se esistono molte testimonianze rese negli anni soprattutto dagli ex prigionieri di guerra Anglo-Americani. Erano ricercati dai nazisti e dai fascisti della Repubblica Sociale Italiana già dal settembre del 1943 così come i cittadini ebrei e i militari italiani sbandati. Dai primi mesi del 1944 si aggiunsero i giovani che non risposero ai bandi di reclutamento dell’esercito e un numero crescente di partigiani.
Uno dei gruppi di soccorso attivi nel padovano faceva capo al frate francescano Placido Cortese che fu poi catturato e fu ucciso a Trieste nel novembre 1944 e per il quale è in corso il processo di beatificazione da parte della Chiesa cattolica. Tra le collaboratrici c’erano a Saonara Maria Borgato e la nipote sedicenne Delfina Borgato che si occupavano di accompagnare i ricercati al porto di Chioggia o a Padova. La catena proseguiva con padre Cortese che dalla Basilica di Sant’Antonio di Padova coordinava le tappe successive con la collaborazione delle sorelle Carla Liliana, Teresa, Lidia e Renata Martini. La notte del 13 marzo 1944 un gruppo di tedeschi e fascisti arrestarono Maria Borgato, Delfina e suo padre Giovanni. Il giorno seguente furono arrestate Elisa Girardi e il figlio Gino Battan di Sant’Angelo di Piove di Sacco, Maria Raimondi di Piove di Sacco, Milena Zambon, Teresa e Liliana Martini di Padova. Vennero tutti incarcerati a Venezia nel carcere di Santa Maria Maggiore. Il 27 luglio 1944 furono trasferiti tutti al campo di Bolzano con altre 15 donne e una cinquantina di uomini. Delfina Borgato, Liliana e Teresa Martini furono deportate il 5 agosto a Mauthausen e poi al sottocampo di Linz. Anche Gino Battan fece parte dello stesso trasporto. Invece dopo altri due mesi a Bolzano fecero parte del Trasporto 91: Maria Borgato (n. di matricola non noto),  Milena Zambon (n. 77424), Maria Raimondi Vidale (n. 77405), Elisa Girardi Battan (n. di matricola non noto). Provenienti dal carcere di Venezia c’erano anche altre deportate venete che non facevano parte della stessa organizzazione: Maria Mocellin (n. di matricola non noto) di Fiesso d’Artico, Anna Baldisserotto Manzoni (n. 77376) di Arzignano, e l'operaia e partigiana Maria Zonta (n. 77426).
Da Verona furono deportate Maria Saladin (n. 77412) e Giuseppina Prina (n. 77401, morta in data ignota a Ravensbrück). Quest’ultima fu arrestata il 20 agosto 1944 a Verona perché moglie (per quanto separata da anni) dell’anarchico Giovanni Domaschi che fu a sua volta deportato a Flossenbürg con il Trasporto 81 e che morì a Dachau nel febbraio 1945.

### La catena di salvezza in Lombardia
La catena di salvezza si avvaleva di una rete di collaboratori in Lombardia nei pressi del confine con la Svizzera, tappa finale della catena per i ricercati provenienti dalle altre regioni o dalla stessa Lombardia. Un esempio fu costituito dai cosiddetti “tre angeli di Ponte Chiasso”: il finanziere emiliano Paolo Boetti e il finanziere sardo Gavino Tolis che furono poi deportati a Mauthausen. Tolis agiva in collaborazione con Giuseppina Panzica (matricola a Ravensbrück 77372), moglie del suo collega in congedo Salvatore Luca. Gavino Tolis e Giuseppina Panzica furono scoperti e arrestati il 25 aprile 1944.
Un’altra addetta al transito tra la Lombardia e la Svizzera fu la professoressa Angela (Lina) Crippa Leoni (matricola a Ravensbrück 77372) insegnante di scuola media che fu attiva nel settore di Landriano in provincia di Pavia, iscritta all'albo dei Giusti tra le Nazioni a Yad Vashem il 31 maggio 1978.
A Pavia fu attiva anche la maestra Anna Botto (matricola a Ravensbrück 77330, uccisa nella camera a gas del sottocampo di Uckermark) che fu vittima di una delazione da parte di una giovane che si spacciò per partigiana e che portò all’arresto anche di altre figure della Resistenza pavese come il viceprefetto Ernesto Gragnani (deportato poi con il Trasporto 90 a Dachau dove morì nel febbraio 1945), sua moglie Maria Luisa Canera di Salasco (matricola a Ravensbrück 77364), Mario Pettenghi (deportato poi con il Trasporto 90 a Dachau dove morì nel gennaio 1945), il figlio Ugo Pettenghi (deportato anch’egli con il Trasporto 90 a Dachau ma sopravvissuto) e la moglie Rosa Gaiaschi (matricola a Ravensbrück 77395).

### Altre deportate di Milano
Giuditta Muzzolon Agosti (matricola a Ravensbrück 77316) collaborava con il gruppo di Salvatore Principato, maestro militante socialista appartenente a Giustizia e Libertà. Nell’estate del 1944 il gruppo si riuniva spesso in via Pecchio 11 a Milano a casa del partigiano Dario Barni, dove Giuditta Muzzolon era portinaia. Principato era stato arrestato l’8 luglio 1944 e l’indomani alle 8.15 circa le SS italiane si erano recate in via Pecchio per arrestare Barni, che avvisato da Giuditta Muzzolon era riuscito a fuggire. Alle 8.30 arrivò il partigiano Eraldo Soncini per incontrarsi con Barni. Giuditta gli fece cenno di fuggire ma furono notati e arrestati entrambi. Giuditta fu l’unica donna nell’elenco iniziale dei 26 destinati alla fucilazione nella strage di piazzale Loreto del 10 agosto 1944 ma la condanna fu trasformata nella sua deportazione a Ravensbrück.
Alice Ventura Battaglia (n. di matricola non noto) fu arrestata perché trovarono nelle tasche di un partigiano impiccato dai fascisti una lettera della moglie che lo tranquillizzava perché una brava signora le aveva dato le sue tessere annonarie per mangiare. La brava signora era Alice Ventura che fu quindi rintracciata. Risulta deceduta a Ravensbruck il 5 marzo 1945 secondo un certificato di morte presunta.
Maria Arata (matricola a Ravensbrück 77314) era insegnante di Scienze naturali al Liceo "Carducci" di Milano dove entrò in un gruppo antifascista clandestino del quale facevano parte studenti ed insegnanti, tra i quali Augusto Massariello che sarebbe poi diventato suo marito. Il gruppo si dedicava alla diffusione di stampa clandestina, alla raccolta di fondi per sostenere le formazioni partigiane operanti nel Milanese, al procacciamento di documenti falsi per ebrei e per renitenti alla leva della Repubblica Sociale Italiana. Il 4 luglio 1944 Maria Arata fu arrestata dalla Guardia Nazionale Repubblicana mentre era riunita con alcuni studenti nella sua abitazione. Scrisse le memorie della deportazione in un libro pubblicato postumo.
I partecipanti a una riunione organizzativa nello studio dell’avvocato Luciano Elmo, coordinatore del gruppo militare del partito liberale a Milano, furono sorpresi in seguito ad una delazione il 31 luglio 1944. Fu arrestata insieme all’avvocato Elmo e ad altri partecipanti la sua segretaria Antonia Frigerio in Conte (matricola a Ravensbrück 77336) che era a conoscenza ma non rivelò ai nazifascisti i particolari delle varie attività del gruppo. Le attività consistevano in particolare nel soccorso e reperimento di documenti falsi per i ricercati e coordinamento delle operazioni militari di varie formazioni partigiane. Le circostanze dell’arresto di tutto il gruppo sono descritte nei particolari nel diario di Virginia Minoletti Quarello, mentre la deportazione di Antonia Frigerio è stata ricordata da Maria Arata Massariello. Negli Archivi di Arolsen risulta l’uccisione di "Conta [sic] Antonia" avvenuta il 6/4/1945 nella camera a gas del sottocampo di Uckermark.
Maria Bresolin di Monfumo gestiva una latteria in via Milazzo a Milano dove abitava con il marito operaio Melchiorre De Giuli, già confinato a Ponza per quattro anni come antifascista. Furono arrestati entrambi il 18 agosto 1944 nella loro abitazione dove furono trovate armi e radio ricetrasmittenti. Melchiorre De Giuli sarà deportato con il Trasporto 90 a Dachau dove morirà il 27 febbraio 1945. Di Maria Bresolin non si conosce il numero di matricola di Ravensbrück.

### Le deportate di La Spezia
In provincia di La Spezia operavano tra le altre formazioni partigiane quelle di Giustizia e Libertà vicine quindi al Partito d'Azione. Nella primavera del 1944 era attiva in Val di Vara una formazione comandata da Vero Del Carpio. Ad essa aveva aderito il sottotenente di complemento Alberto Paganini rientrato dopo l’armistizio del settembre 1943 dalla zona del Brennero. Suo fratello Alfredo era studente al quinto anno di Medicina e organizzò un piccolo ospedale in montagna per accogliere i partigiani feriti durante i rastrellamenti. Le sorelle Bianca e Bice preparavano da mangiare, lavavano i vestiti e portavano cibo e armi ai partigiani. La mattina del primo di luglio 1944 Alfredo Paganini scese a La Spezia insieme alla moglie del comandante Del Carpio per procurare delle medicine in una farmacia. Furono accerchiati da ufficiali della SS e dai fascisti, arrestati e portati nel carcere di Villa Andreino. Nella notte i nazisti accompagnati dai fascisti salirono a San Benedetto (Riccò del Golfo di Spezia) dove la famiglia Paganini era sfollata per sottrarsi ai bombardamenti. Arrestarono la madre Amelia Giardini (matricola a Ravensbrück 77398) e le due sorelle Bianca (matricola a Ravensbrück 77399) e Bice (matricola a Ravensbrück 77394). Condotte nel carcere spezzino, trovarono tra le altre Nina Tantini (matricola a Ravensbrück 77414) e la figlia Mirella Stanzione (matricola a Ravensbrück 77415). Le tre Paganini e le due Stanzione saranno poi condotte due mesi dopo nel carcere di Marassi a Genova e poi al campo di transito di Bolzano. E da lì a Ravensbruck. Amelia Giardini Paganini vi morirà il 2 gennaio 1945. Alfredo farà invece parte del Trasporto 81 e morirà a Hersbruck il 6 dicembre 1944.
Mirella Stanzione era una studentessa di 17 anni, compagna di scuola di Bice Paganini, che il 2 luglio 1944 era intenta a fare i compiti quando fu arrestata dalle SS assieme alla madre Nina Tantini, entrambe prese in ostaggio a causa dell'attività del fratello partigiano Auro che apparteneva ai Gruppi di Azione Patriottica.
Liliana Maranini Lari (matricola a Ravensbrück 77374) fu arrestata dalle SS tedesche il 31 agosto 1944 per aver espresso sentimenti antifascisti mentre prestava servizio come cuoca presso le Forze armate italiane nell’Isola Palmaria. Fu dapprima tradotta nel carcere di Villa Andreino, poi al carcere di Marassi il 7 settembre 1944 e quindi al campo di Bolzano.

### Altre deportate della Liguria
Dalla provincia di Savona furono deportate Maria Patrone di Osiglia (matricola a Ravensbrück 77393), Fiorina Saccone di Vado Ligure e Armida Goso di Bardineto e sua madre Luigia Franchelli. Nell’estate del 1944 la Val Bormida fu teatro di rastrellamenti da parte dei nazifascisti. Un comando di Brigata partigiana si era stabilito a Osiglia, mentre un suo distaccamento se ne era allontanato la sera dell’11 luglio 1944 passando per la cascina Catalana nei pressi di Bardineto. La cascina era abitata dalla famiglia Goso che da tempo aiutava i partigiani. Il capofamiglia Giacomo Goso fu deportato a Dachau con il Trasporto 90 e morì nel dicembre 1944. Sua moglie Luigia Franchelli (matricola a Ravensbrück 77366) morì a Ravensbrück in data imprecisata. Sua figlia Armida Goso (matricola a Ravensbrück 77365) riuscì a rientrare in Italia ma morì nell’ospedale di Merano il 30 agosto 1945.
Fiorina Saccone (matricola a Ravensbrück 77336) trasmetteva i messaggi del fratello Giacomo Saccone che era capo squadra di un distaccamento di brigata partigiana. Fu arrestata a Vado Ligure il 19 agosto 1944.
Dalla provincia di Imperia furono deportate Maria Musso Gorlero di Diano Arentino, Elena Bracco di Imperia ed Eguaglianza Anfossi di Taggia.
Maria Musso (matricola a Ravensbrück 77377) ha anche lasciato un diario in cui ricorda di essere stata arrestata il 2 settembre 1944 a Diano Arentino da 20 tedeschi, 5 fascisti e un graduato tedesco. Dopo poco il paese fu bruciato, furono uccisi diversi renitenti, fu impiccato un suo carissimo amico. Le chiesero dove si trovasse il covo dei partigiani, dove si trovasse suo fratello, come mai lei stessa avesse aiutato a trasportare un ferito su una scala, perché portasse un nastro rosso tra i capelli. Fu portata in questura ad Imperia, trasferita a Genova e poi in treno fino al campo di Bolzano.
Elena Bracco (n. di matricola non noto) seguì le stesse tappe. Lavorava in una trattoria ad Imperia e fu arrestata perché due militi della Repubblica Sociale Italiana avevano semplicemente sospettato che potesse sapere qualcosa dei partigiani della zona.
Graziella Belardi Balbi di Genova (n. di matricola non noto) fece parte del gruppo di Giuseppe Bottari mazziniano e aderente alla brigata "Giovine Italia" dei Volontari Armati Italiani che fu ucciso nella strage del Turchino del 19 maggio 1944.
Livia Borsi di Sampierdarena (matricola a Ravensbrück 77403) riforniva i Gruppi di Azione Patriottica con le munizioni che avevano recuperato i figli Ernesto di sedici anni e Delina di quattordici anni. Fu arrestata ai primi di luglio del 1944. Il marito Luigi Rossi fu deportato con il Trasporto 81 a Flossenbürg dove morì nel novembre 1944.
Maria Fassi-Comi era la compagna di Piero Caleffi del Partito d’Azione di Genova che nel dopoguerra sarebbe poi diventato suo marito. Attiva nella Resistenza come staffetta, si spostava di frequente tra Genova e Milano. Fu arrestata il 27 agosto 1944. Piero Caleffi fu deportato a Mauthausen nel gennaio 1945. Maria Fassi-Comi fu immatricolata a Ravensbrück col n. 77382 con il suo nome di copertura: Olivo Maria.
A Ravensbrück furono portate tra le altre nella baracca 17 le contesse Gonzatti e Valdameri.
Ilda Broggia (matricola a Ravensbrück 77367) era la vedova di Spartaco Gonzatti che si era trasferita da Reggio Emilia a Genova con i tre figli. Il primogenito Franco Gonzatti era vice comandante (nome di battaglia: Leo) della Brigata Garibaldi “Mingo”. Fu arrestato a Genova il 21 agosto 1944 e deportato con il Trasporto 90 da Bolzano a Dachau dove morì il 31 maggio 1945. Il secondogenito Dario Gonzatti (nome di battaglia: Nanni) rimase invece nel campo di Bolzano.
Amelia Sala (matricola a Ravensbrück 77419) era la vedova dell’avvocato e collezionista d’arte Rino Valdameri morto nel 1943. Erano amici di famiglia di Pietro Badoglio e questa fu probabilmente la ragione del suo arresto avvenuto nella villa di Portofino alla fine di luglio 1944. Morì a Ravensbrück in data imprecisata.

### Le deportate dell’Emilia Romagna
L’operaia Luigia Maria Badiali (n. di matricola non noto) svolse la funzione di staffetta fra il centro bolognese del partito comunista e le basi partigiane. Nell'agosto 1944 fu catturata insieme alla partigiana Julka Deskovic (matricola a Ravensbrück 77346) in una base di vicolo Santa Maria a Parma. Reclusa nel carcere di San Francesco del Prato per due settimane fu poi trasferita a Verona per sottostare ad un processo che la condannerà a 30 anni di lavoro forzato.
La parrucchiera Cerere Bagnolati (matricola a Ravensbrück 77333) fu arrestata a Ferrara il 21 agosto 1944 insieme alla bracciante Clara Dragoni (matricola a Ravensbrück 77344). Avevano aderito al partito comunista clandestino che era stato fondato dai genitori Luigi Bagnolati e Giovanni Dragoni. Furono entrambe arrestate e condotte nei sotterranei di Castello Estense. Furono poi trasferite nel carcere di San Giovanni in Monte a Bologna e poi l'8 settembre 1944 al campo di Bolzano.
Medina Barbattini (all'anagrafe Medarda Barbattini,) era operaia presso l'arsenale militare di Piacenza fino all'8 settembre 1943. Quindi aderì alla Resistenza come staffetta portaordini. Il 28 agosto 1944 fu arrestata dai nazi-fascisti e portata al carcere di Piacenza, poi a Bolzano e quindi a Ravensbrück (matricola 77321).
La famiglia Polizzi era tra le più attive nell’antifascismo a Parma. Era formata dal padre Secondo Polizzi detto Ernesto, dalla madre Ida Mussini e dai figli Laura, Primo e Lina. Il 31 luglio 1944 furono arrestati Ernesto, Ida e Lina. Primo fu catturato qualche mese dopo. Ernesto e Primo furono deportati a Mauthausen in due diversi trasporti. Ida Mussini fu immatricolata a Ravensbrück col n. 77389 e Lina Polizzi col n. 77390. Ida, Lina e Primo riuscirono a tornare dalla deportazione, mentre Ernesto morì nel gennaio 1945.

### Le deportate di Piemonte e Valle d’Aosta
La deportazione piemontese aveva il più delle volte tra le sue tappe l'Albergo Nazionale di Torino, sede del Comando della Gestapo e Le Nuove carceri di Torino. Il trasferimento al campo di Bolzano era spesso preceduto da un passaggio nel carcere di San Vittore a Milano. Bisogna considerare che c’era già stato il Trasporto 57 partito da Torino il 27 giugno 1944 con 14 deportate presenti nelle carceri piemontesi nella primavera del 1944, mentre le deportate del Trasporto 91 erano state in genere arrestate successivamente.
Margherita Bergesio Coccalotto di Marene era di famiglia contadina, operaia e partigiana. Fu arrestata a Torino il 16 settembre 1944. A Ravensbrück fu immatricolata col n. 77342. Trasferita nel sottocampo femminile di Stargard fu liberata durante la marcia di evacuazione nel maggio 1945.
Emma Danne Enriù era una staffetta partigiana che fu arrestata a Ulzio nell'ottobre 1944. A Ravensbrück fu immatricolata col n. 77350. Fu deportata insieme alla sorella Maria Danne Lanzetti (matricola a Ravensbrück 77371).
Ida Desandré di Saint-Christophe entrò nella Resistenza nella primavera del 1944 e fu arrestata il 17 agosto 1944 ad Aosta insieme al marito Giovanni Contardo. Furono entrambi incarcerati prima in una caserma militare e nella torre dei Balivi ad Aosta, poi nelle Carceri Nuove di Torino e infine a San Vittore a Milano. A Ravensbrück fu immatricolata col n. 77335. Fu poi trasferita a Salzgitter e infine a Bergen Belsen, dove fu liberata dagli Inglesi il 15 aprile 1945. Fu tra le prime a testimoniare pubblicamente sulla deportazione.
La studentessa di Torino Maria Luisa Fasana Oggero era entrata nella Resistenza dal 15 giugno 1944 con il nome di battaglia "Marisa". Fu arrestata dalle SS il 25 agosto 1944 a Torino. A Ravensbrück fu immatricolata col n. 77375. Fu liberata durante la marcia di evacuazione dal campo.
Zita Ghirotti di Piove di Sacco fu arrestata a Issime nell'agosto del 1944 con l’accusa di collaborazione con il movimento partigiano. Fu incarcerata alla torre dei Balivi di Aosta prima deli trasferimenti a Torino, Milano e a Bolzano. A Ravensbrück fu immatricolata col n. 77360.
Addolorata Greco Procacci di Brindisi fu arrestata a Venaria nell'agosto 1944. A Ravensbrück fu immatricolata col n. 77400 e trasferita nel sottocampo di Henningsdorf.
Franca Scaramellino di Vico Equense era la moglie di Camillo Renzi commissario di pubblica sicurezza ad Aosta. Collaborarono entrambi con la resistenza valdostana, fornendo notizie alle formazioni e aiutando singoli partigiani. Furono scoperti e arrestati nell’agosto del 1944. A Ravensbrück fu immatricolata col n. 77404. Il marito fu trasferito con il trasporto 90 da Bolzano a Dachau, dove morì nel febbraio 1945.
Maria Tomaghelli Ravera di Torino era sfollata a Mazzé dove fu arrestata dai tedeschi il 3 agosto 1944. A Ravensbrück fu immatricolata col n. 77408. Fu trasferita a Wittenberg dove rimase fino alla liberazione del 24 aprile 1945.